# Съдебна палата
Вижте пояснителната страница за други значения на Съдебна палата.
Съдебната палата е представителна административна сграда, в която се помещава съдилище, а в някои случаи – и други служби, свързани с неговата работа.
В съдебните палати са разположени заседателни зали, канцеларии и други обслужващи помещения. В Съединените щати провинциалните съдебни палати обикновено помещават и съответната окръжна администрация.